# Commonplace
Commonplace è il sesto album in studio del gruppo musicale giapponese Every Little Thing, pubblicato nel 2004.

## Tracce
1. Soraai (ソラアイ) – 5:11
2. Fundamental Love (ファンダメンタル・ラブ) – 4:18
3. Water(s) – 3:59
4. Shiawase no Fūkei (しあわせの風景) – 5:07
5. Country Road – 4:42
6. Ichinichi no Hajimari ni... (一日の始まりに...) – 4:43
7. Life Cycle – 4:05
8. Ura Urara (うらうらら) – 4:09
9. Mata Ashita (また あした) – 5:00
10. Interluido - Meridiana – 1:39
11. Samidare (五月雨) – 7:49